# Glipa oxygonia
Glipa oxygonia es una especie de coleóptero de la familia Mordellidae.

## Distribución geográfica
Habita en Nueva Guinea.